# Вандевр ле Нанси
Вандевр ле Нанси (фр. Vandœuvre-lès-Nancy) град је у Француској, у департману Мерт и Мозел.
По подацима из 1999. године број становника у месту је био 32.048.

## Демографија
| 1962.  | 1968.  | 1975.  | 1982.  | 1990.  | 1999.  | 2011.  |
| ------ | ------ | ------ | ------ | ------ | ------ | ------ |
| 11.559 | 19.686 | 33.909 | 33.682 | 34.105 | 32.048 | 30.646 |

## Партнерски градови
- Gedling
- Гротаферата
- Лемго
- Ponte de Lima
- Poa
- Boulkiemdé